# Macroteleia concinna
Macroteleia concinna är en stekelart som beskrevs av Muesebeck 1977. Macroteleia concinna ingår i släktet Macroteleia och familjen Scelionidae. Inga underarter finns listade i Catalogue of Life.